# مارتا پاگنینی
مارتا پاگنینی (به انگلیسی: Marta Pagnini) ژیمناست زادهٔ ۲۱ ژانویه ۱۹۹۱ میلادی اهل کشور ایتالیا است.